# مضاوئ
المَضاوِئ هو صف من الأضواء في إضاءة المسرح لإلقاء الضوء على الخشبة من الحافة الأمامية لأرضية الخشبة أمام الستارة. وضعت المصابيح الكهربائية في الأصل في صف من العبوات الفردية المغطاة وتوضع اليوم في أحواض عبر حافة المسرح بحيث لا تكون مرئية للجمهور. تستخدم المَضاوئ غير المباشرة ضوءًا موجهًا إلى سطح عاكس لنشر الإضاءة.